# Blackwater Lane
Blackwater Lane és una pel·lícula de terror sobrenatural estatunidenca de 2024 dirigida per Jeff Celentano i escrita per Elizabeth Fowler. Es basa en la novel·la The Breakdown (2017) de B. A. Paris. La pel·lícula és protagonitzada per Minka Kelly, Maggie Grace i Dermot Mulroney. S'ha doblat al català.
La pel·lícula es va estrenar als cinemes dels Estats Units i a la carta el 21 de juny de 2024.
L'octubre de 2022, es va anunciar que el rodatge havia començat a Suffolk (Anglaterra).